# Jacob Oosterveer
Jacobus Theodorus Oosterveer  (Wassenaar, 20 januari 1892–Velsen, 14 maart 1968) was een Nederlandse golfprofessional voor de Tweede Wereldoorlog. In de oorlog was hij lid van de NSB en samen met zijn vrouw Johanna Maria Oosterveer-Twisk verantwoordelijk voor de dood van ten minste 7 verzetslieden.
In 1917 en 1930 won Oosterveer het Dutch Open op de Haagsche Golf, die toen nog in Den Haag was. Eind 1934 werd hij en Wim van Dijk in dienst genomen door de net opgerichte Amsterdamse Golf Club, die toen een 18-holesbaan kreeg bij de huidige Bijlmermeer, waar nu de Golfclub Amsterdam Old Course speelt. De golfbaan werd op 13 april 1935 in gebruik genomen.
Hij won bovendien in 1934, 1935 en 1936 de Twente Cup.
Hij was de broer van Dirk Oosterveer.